# Чи Ён (Остаться в живых)
«Чи Ён» (англ. Ji Yeon) — седьмая серия четвёртого сезона телесериала «Остаться в живых». Центральные персонажи — Сун Квон и Джин Квон. Впервые за сериал у одного персонажа (Джин) мы видим прошлое, а у другого (Сун) — будущее, причём, в лучших традициях сериала, это становится ясным только в последней сцене. Выясняется, что Сун покинула остров, а Джин нет.
Перед премьерой четвёртого сезона актёры сериала назвали эту серию самой шокирующей из первых семи. Название эпизода означает «цветок мудрости».

## Сюжет

### Воспоминания
Джин в спешке забегает в магазин игрушек. Он нервничает. Он говорит, что ищет панду для новорождённого ребёнка. Продавец показывает ему большую плюшевую панду. Джин покупает её и выбегает на улицу. Он ловит такси и кладёт панду на заднее сиденье. В это время ему звонят. Джин на улице отвечает, его просят торопиться. В это время какой-то человек садится в такси и уезжает, панда остаётся на заднем сиденье, Джин пытается остановить машину, но у него не получается, более того — он роняет свой телефон под колёса мопеда, и тот ломается. Джин злится. Он вбегает обратно в магазин и требует продать ему такую же панду, которая стоит на витрине. Но продавец говорит, что это последняя и её заказали, предлагая купить вместо неё дракона, так как на дворе год дракона. Джин требует продать её и переплачивает за неё. Он приезжает в роддом. Он спешил на роды к дочке Посла КНР в Южной Корее по заданию его начальника — мистера Пайка, отца Сун. Он дарит ему панду и высказывает надежду, что компания г-на Пайка сможет в будущем вести бизнес у него в стране. Выходя, он отвечает медсестре, что ребёнок родился не у него и что он женат лишь 2 месяца.

### События
На корабле Лапидус приходит проверить Саида и Десмонда. По пути он замечает странности в поведении девушки Регины. Саида и Десмонда держат в медкабинете запертыми. Им кто-то подсовывает записку «НЕ ВЕРЬТЕ КАПИТАНУ». Саид говорит, что Бен ему сказал, что на корабле у него есть шпион, и что, наверное, это он подсунул записку и отпёр дверь, когда Десмонду было плохо. Кими говорит Лапидусу, чтобы он готовился куда-то лететь. Саида и Десмонда выпускают. Они видят, как Регина, обмотавшись цепью, спрыгивает с корабля и погибает в воде. На палубу выходит капитан корабля и приказывает не спасать её для общей безопасности. Он приглашает Саида и Десмонда на разговор. Он им представляется. Его зовут капитан Гольт. Он им показывает бортовой самописец, и говорит, что это якобы чёрный ящик самолёта Oceanic 815. Что недавно на дне океана на огромной глубине были найдены обломки этого самолёта. Все пассажиры и члены экипажа были найдены мёртвыми. Но никого не поднимали, за исключением этого чёрного ящика. Гольт говорит Саиду, что раз тот живой и невредимый пассажир рейса Oceanic 815, то самолёт на дне моря поддельный. Он говорит, что утопить с трупами на борту огромный новый самолёт Боинг 777 с цветами авиакомпании на такой глубине может только очень богатый и властный человек. Он говорит, что его нанял Чарльз Уидмор, чтобы он нашёл остров. Сун и Джин на пляже разговаривают о будущем ребёнке. Джин уверен, что это девочка. Он предлагает назвать её Джи Ён. Сун неохотно поддерживает разговор. Она просит Джина уйти из лагеря Джека в лагерь Лока, так как не доверяет Джульет. Но Джульет категорически против этого. Она уговаривает Сун остаться, мотивируя это тем, что ей надо как можно быстрей выбраться с острова, чтобы родить ребёнка, а для этого ей надо оставаться на пляже и ждать спасателей с корабля. Но Сун не верит ей. Тогда Джульет рассказывает Джину о любовнике Сун до авиакатастрофы. Джин остаётся на пляже и ссорится с ней. Но после рыбалки и беседы с Бернардом он прощает Сун. В итоге, они остаются на пляже. На корабле доктор приводит Десмонда и Саида в новую каюту. На стене большое пятно крови. Доктор говорит, что должны были отмыть. Он зовёт матроса по имени Кевин Джонсон сделать это. Саид с удивлением видит, что это — Майкл Доусон.

### Будущее
Беременная Сун сидит у себя дома. Внезапно у неё начались схватки. Её отвозят в роддом. Там говорят, что она та самая женщина из шестёрки Oceanic. Сун плохо во время родов, она зовёт Джина в приступе. Позже она рожает девочку и называет её Чи Ён, как и хотел Джин. К ней приезжает Хёрли. Он удивлён, что больше никто не приехал. Они втроём идут на кладбище к могиле Джина. Дата смерти на могиле — 22 сентября 2004 года — день крушения самолёта.